# Atractotomus chiapas
Atractotomus chiapas är en insektsart som beskrevs av Stonedahl 1990. Atractotomus chiapas ingår i släktet Atractotomus och familjen ängsskinnbaggar. Inga underarter finns listade i Catalogue of Life.